# Домострой (Ксенофонт)

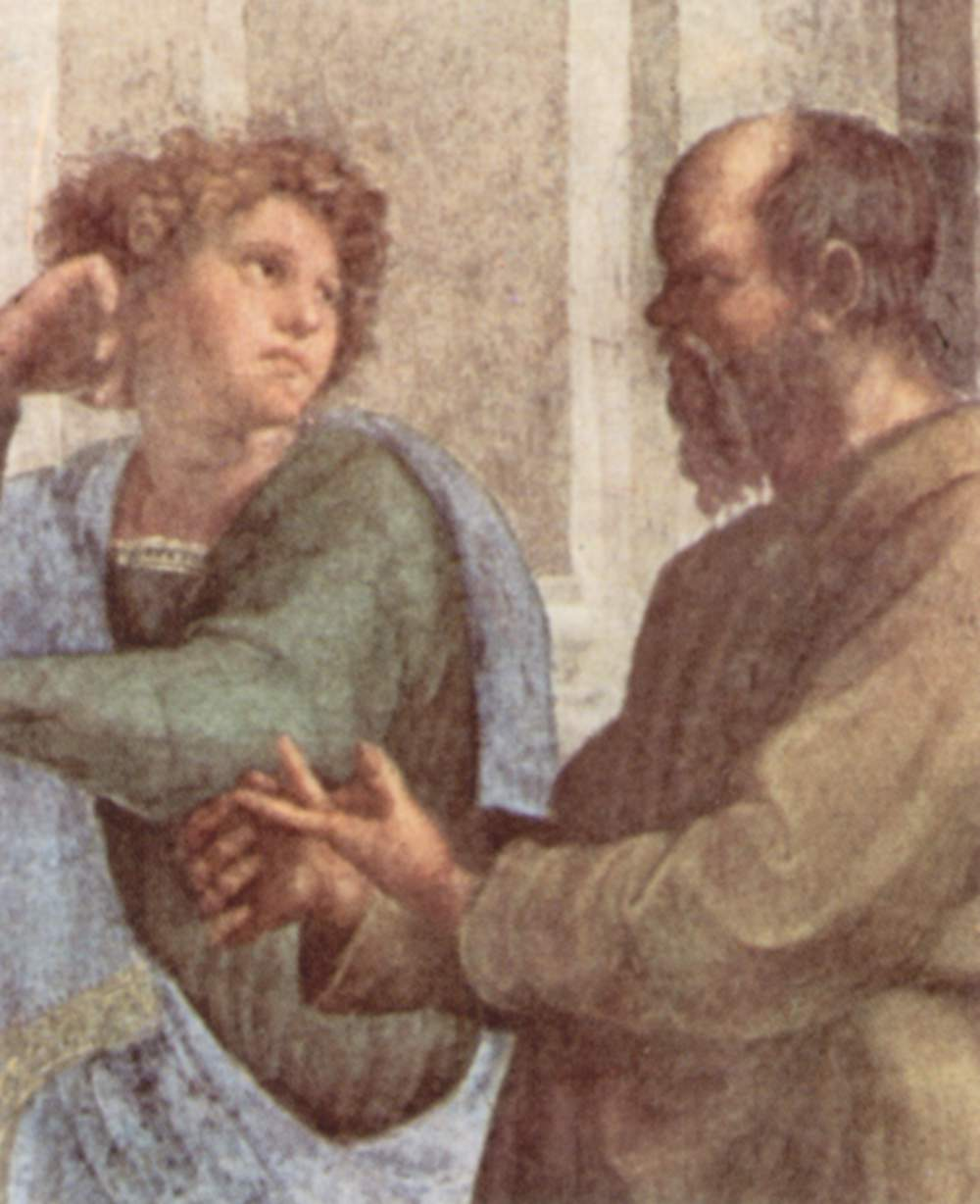
Сократ и молодой Ксенофонт (деталь фрески Рафаэля «Афинская школа» в Ватикане)

См. также Домострой — памятник русской литературы XVI века.
Домострой или Экономик (др.-греч. Οἰκονομικός) — произведение древнегреческого писателя и историка афинского происхождения, полководца и политического деятеля Ксенофонта. Пользовалось большой популярностью в Древней Греции, было переведено Цицероном на латынь ("Oeconomicus"). В нём отображаются экономические взгляды Ксенофонта.
Является одним из первых сочинений, посвящённых экономике.

## Название произведения
В оригинале произведение называется Ойкономик (др.-греч. Οἰκονομικός; от др.-греч. οἶκος — дом и νόμος — закон, буквально — правила ведения хозяйства). На латынь заглавие книги было переведено Цицероном как "Oeconomicus". На русском языке была опубликована под названием «О хозяйстве» в 1880 году в переводе Григория Андреевича Янчевецкого. В энциклопедическом словаре Брокгауза и Ефрона называется «О домоводстве». В переводе Сергея Ивановича Соболевского книга издана в 1935 году, а затем неоднократно переиздавалась как «Домострой».

## Действующие лица
По форме представляет собой диалог, в первой части которого Сократ разговаривает с Критобулом, во второй рассказывает Критобулу о своей беседе с Исхомахом.
Личность Сократа едва ли подходила для поучения о хозяйственных делах, так как Сократ ни домашним хозяйством, ни земледелием не занимался. Мысли о хозяйстве и земледелии, вероятно, принадлежат самому Ксенофонту; возможно даже, что Исхомах — не кто иной, как сам Ксенофонт.
Это предположение подтверждают также главы, где Сократ говорит Критобулу о том, как надо воспитывать жену и какова её роль в домашнем хозяйстве. И это учитывая то, что Ксантиппа, жена Сократа, стала нарицательным именем для дурных и сварливых жён.
В то же время Ксенофонт, имея хорошую семью и занимаясь земледелием в своём поместье близ элидского города Скиллунта, вложил свои мысли в уста Сократа и Исхомаха.

## Содержание
Состоит из 21 главы.
В начале книги Сократ убеждает Критобула, что «домоводство» или «ведение хозяйства» является важной наукой, необходимой для человека. Критобул просит Сократа научить его ей. Сократ отвечает, что хоть он и владеет небольшим состоянием («оцениваемым в 5 мин»), в то время, как у Критобула в 100 раз большее имущество, всё-таки путём наблюдений за хорошими хозяевами он многому научился и готов поделиться своими знаниями.
В первых главах Сократ описывает важность науки домоведения, затем сравнивает хороших и дурных хозяев.
Затем Сократ произносит похвалу земледелию, противопоставляя его ремесленничеству, которое считает недостойным и зазорным для свободного человека занятием.

Самым ясным способом доказать это, как мы говорили, было бы при наступлении врагов на страну посадить земледельцев и ремесленников отдельно и спросить и тех и других, находят ли они нужным защищать страну или, бросив её на произвол судьбы, охранять городские стены. В этом случае, люди, связанные с землёй, подали бы голос за то, чтоб защищать, а ремесленники — за то, чтоб не сражаться, но, как они приучены с детства, сидеть без труда и опасности.

Во второй части Сократ рассказывает о своём разговоре с Исхомахом, которого ставит в пример, как «по праву носящего название прекрасного и хорошего человека».
В начале беседы с Сократом Исхомах рассказывает о целях брака, обязанностях жены и мужа, домашнем благоустройстве и значении в нём хорошей хозяйки.
После этого Исхомах переходит к непосредственному описанию способов ведения хозяйства и земледелия. В этой части приводятся как практические советы о выборе слуг и управляющего, обработке почвы, посеве, уборке хлеба и т. п. сельскохозяйственных процессах, так и описываются различные экономические процессы, благодаря чему данный труд считается одним из первых произведений по экономике, а его название стало обозначением этой науки.

## Экономические идеи
- Автор обращает внимание на различие потребительской и меновой ценности вещей:

— Значит эти предметы, хоть они одни и те же, для умеющего пользоваться каждым из них — ценность, а для неумеющего — не ценность: так, например, флейта для того, кто умеет искусно играть, — ценность, а кто не умеет, для того она ничем не лучше бесполезных камней, разве только он её продаст. 

— Вот именно к этому выводу мы и пришли: для того, кто не умеет пользоваться флейтой, если он её продаёт, она ценность; а если не продаёт, а владеет ею — не ценность. 

— Мы говорим одинаково, Сократ, раз уже признано, что полезные предметы — ценность. И в самом деле, если не продавать флейту, то она не ценность, потому что она совершенно бесполезна; а если продавать, то ценность.

- Рациональное ведение хозяйства и извлечение прибыли:

Ты знаешь одно средство к обогащению: ты умеешь жить так, чтоб оставался излишек

Когда деньги на расходы полностью уходят из хозяйства, а работы исполняются не так, чтобы доход перевешивал трату, ничего мудрёного нет в том, что вместо излишка получается недостаток.

Он никогда не позволял мне покупать землю хорошо обработанную, а такую, которая, по небрежности ли хозяев или по недостатку средств у них, не обработана и не засажена; такую он советовал покупать. Обработанная, говорил он, и стоит дорого, и улучшать её нельзя; а если нельзя её улучшать, то она не доставляет столько удовольствия; напротив, всякая вещь и скотина, которая идёт к улучшению, очень радует хозяина. Так вот, нет ничего способного к большему улучшению, как земля, которая из запущенной становится в высшей степени плодородной. Уверяю тебя, Сократ, что благодаря нашим стараниям стоимость многих участков земли стала во много раз больше первоначальной.

Это так естественно, что все любят то, из чего надеются извлечь выгоду.

- Правильная оплата труда:

У хороших работников появляется уныние, когда они видят, что работу исполняют они и тем не менее одинаковую с ними награду получают те, кто не хочет нести в нужный момент ни трудов, ни опасностей.